# پرواز (فیلم ۲۰۱۲)
پرواز (به انگلیسی: Flight) فیلمی داستانی محصول سال ۲۰۱۲ کشور ایالات متحدهٔ آمریکا است. این فیلم توسط رابرت زِمِکیس کارگردانی شده و در آن بازیگرانی همچون دِنزِل واشینگتن و دان چیدل به ایفای نقش پرداخته‌اند. این فیلم اولین فیلم زنده-اکشن رابرت زمکیس بعد از فیلم‌های دور افتاده و آنچه در زیر است است، که هر دوی آنها در سال ۲۰۰۰ اکران شدند.
این فیلم نامزد دریافت دو جایزهٔ اسکار برای دنزل واشینگتن و جان گاتینس برای بهترین فیلمنامهٔ اصلی شده است.
پرواز برخلاف آنونس تبلیغاتی‌اش، بیش از آنکه فیلمی اکشن و دربارهٔ هواپیما و هوانوردی باشد، دربارهٔ انسانی است که روی خط باریکی راه می‌رود که مرز میان خدمت و خیانت است.

## داستان
خلبان یک هواپیمای مسافربری، پیش از پرواز از مواد مخدر و الکل استفاده می‌کند. هواپیما کمی پس از پرواز دچار نقص فنی می‌شود ولی خلبان با تکیه بر تجربه به شکل معجزه‌آسایی موفق می‌شود هواپیما را در یک مزرعه به زمین بنشاند. این حادثه که می‌توانست به کشته شدن همه مسافران و گروه پرواز منجر شود تنها شش کشته برجای می‌گذارد. پس از حادثه از خلبان به عنوان یک قهرمان نام برده می‌شود ولی نتیجه آزمایش خون که نشان می‌دهد در خون او در زمان پرواز مقدار بالایی الکل و کوکایین وجود داشته شرایط را عوض می‌کند…